# ラディスラウス・フィリップ・フォン・エスターライヒ

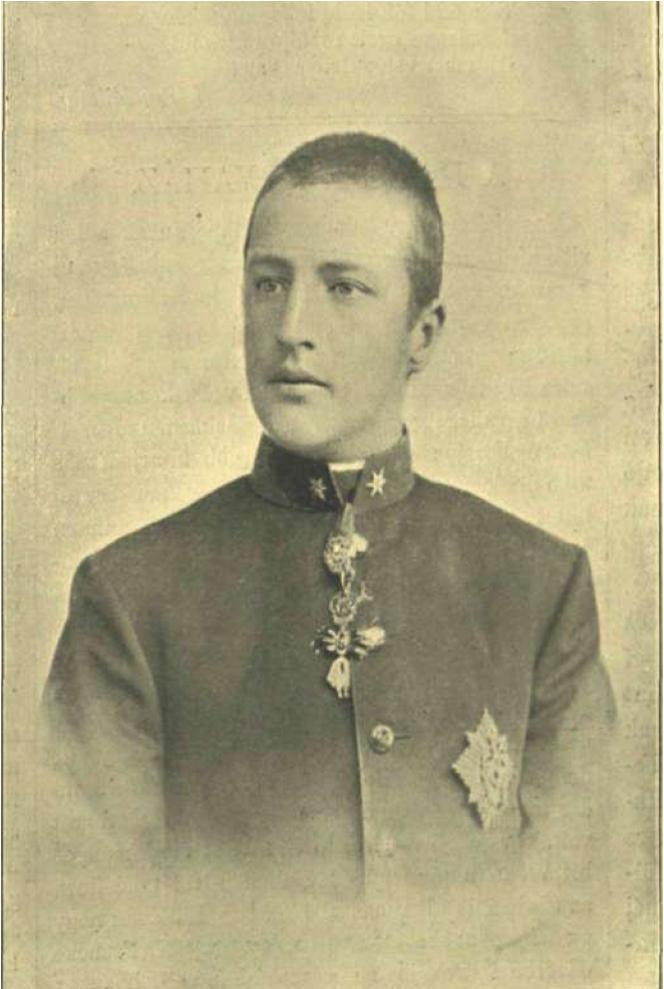
ラディスラウス大公、1895年の写真

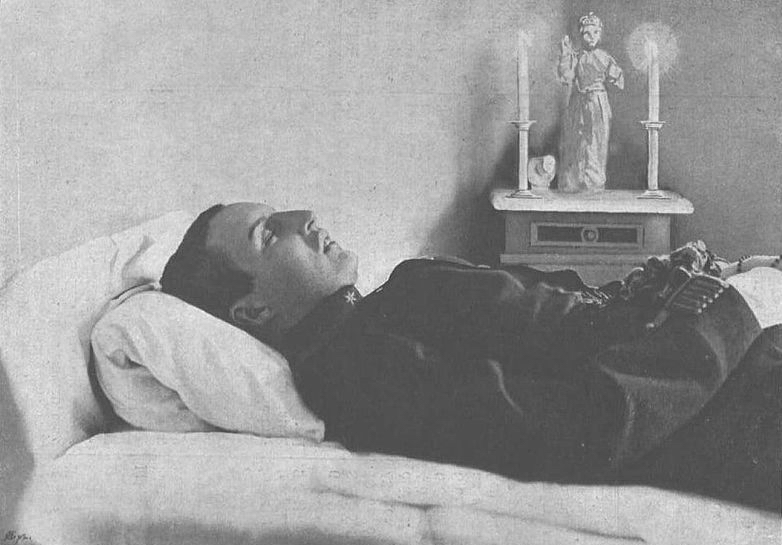
死せるラディスラウス大公

ラディスラウス・フィリップ・マリア・ヴィンツェンツ・フォン・エスターライヒ（Ladislaus Philipp Maria Vincenz von Österreich, 1875年7月16日 アルチュート - 1895年9月6日 ブダペスト）は、オーストリア＝ハンガリー帝国の皇族、軍人。

## 生涯
ハンガリー系ハプスブルク＝ロートリンゲン家のヨーゼフ・カール大公と、その妻のザクセン＝コーブルク＝ゴータ公女クロティルデの間の第5子、次男として生まれた。熱心なカトリック活動で知られたハインリヒ・ヒンメル・フォン・アーギスブルク陸軍中将が教育係となり、ハンガリー陸軍第6歩兵連隊（Ungarischen Infanterie Regiment Nr. 6）で軍事教育を受けた。その後、ハンガリー陸軍第37歩兵連隊（Ungarische Infanterie Regiment Nr. 37）に転じ、同連隊所属の少尉となる。セルビア王国の白鷲勲章を受けたほか、1895年にはオーストリアの皇族男子として金羊毛騎士団の1112人目の騎士にも任命された。
ラディスラウスは狩猟に熱中しており、1895年9月2日もアラド郊外の森で猪と山猫を獲物として狩りを楽しんでいた。彼は一匹の山猫を撃ち、その山猫を自分の銃床で叩いて獲物の息の根を止めようとした。ところが獲物に近づく際に銃の撃鉄が木の枝に当たったはずみで、ラディスラウスは自分に向けて弾を撃ってしまい、弾は右足の太腿を直撃した。銃弾は大腿骨の至近位置で破裂し、傷は衣服の一部が傷口に入り込むほど深いものであった。ラディスラウスはブダペシュトの聖エルジェーベト病院（Szent Erzsébet Kórház）に運び込まれたが、9月5日には骨髄炎とガス壊疽を発症し、翌日に20歳で死亡した。
大公に終油の秘跡を授けたイエズス会の司祭ペーター・シェファー（Jakob Schäffer）によれば、ラディスラウスは死に際して毅然とした態度を見せ、最後の力を振り絞って微笑みながら「私は［死を］怖れていません、神の許で休息できるのを喜んでいるのです（Ich fürchte mich nicht, ich kehre freudig ein zu meinem Gott.）」と述べたという。遺骸はブダ王宮内の宮中伯家納骨堂に葬られた。

## 死後
ラディスラウスの事故死は、若い青年皇族の悲運として当時の多くの人々の注目を集め、その死は世界各国の新聞で報道された。オーストラリア、ロックハンプトンの地方新聞「南回帰線」紙は、1895年11月2日付の記事の中で、ラディスラウスを「愛すべき人物で、賢く心優しい」皇子だったと紹介した。ドイツ、メンヒェングラートバッハで発行された絵入り新聞「カトリック世界（Die katholische Welt）」紙は、1896年第2号にラディスラウスの追悼記事を出した。
これらとは対照的に、1895年当時にオーストリア駐在ドイツ大使を務めていた外交官のフィリップ・ツー・オイレンブルク侯爵はその回想録の中で、ラディラウスは愛らしくはあるが「全く愚かな（gottvoll dämlichen）」若者であり、ハンガリー人として育ったのでハンガリー語訛りの強いドイツ語しか話せなかった、と批判的に評している。同じくオイレンブルクの回想録ではラディスラウスの死因を心臓を自ら撃ったことによるとしているが、これは事実ではない。
ラディスラウスの父ヨーゼフ・カール大公は、ブダペシュト郊外の村ピリシュチャバに所有する城をラザロ会に寄贈していた。1898年、ヨーゼフ・カールはこの村に息子ラディスラウスを記念した修道院を建設させた。